# Monte Timpanogos
O Monte Timpanogos é a segunda mais alta montanha da cordilheira Wasatch, no estado de Utah, nos Estados Unidos. Tem 3581 m de altitude e 1606 m de proeminência topográfica. Fica no condado de Utah.